# Крофорд (Колорадо)
Крофорд (енгл. Crawford) град је у америчкој савезној држави Колорадо.

## Демографија
По попису из 2010. године број становника је 431, што је 65 (17,8%) становника више него 2000. године.
| Група             | 2000.       | 2010.       |
| Белци             | 352 (96,2%) | 408 (94,7%) |
| Афроамериканци    | 0 (0,0%)    | 0 (0,0%)    |
| Азијати           | 0 (0,0%)    | 1 (0,2%)    |
| Хиспаноамериканци | 8 (2,2%)    | 11 (2,6%)   |
| Укупно            | 366         | 431         |